# 백병산 (강원)
백병산(白屛山)은 대한민국 강원특별자치도 태백시에 있는 높이 1,259m의 산이며 낙동정맥의 일부다.

## 같이 보기
- 한국의 산
- 낙동정맥
- 석개재